# 邓卓棣
邓卓棣（1986年10月17日—），小名小弟，四川广安人，生于美国。邓小平之孙。

## 早年经历
邓卓棣是邓小平最小的儿子邓质方与妻子刘小元的独生子，邓小平唯一的孙子。1980年代初，邓质方与妻子刘小元赴美国留学，邓质方获纽约州罗彻斯特大学量子物理学博士学位，刘小元获纽约州罗彻斯特大学生物物理学博士学位。二人在美国留学期间，1986年10月17日，邓卓棣出生。按中美法律可分别拥有两国国籍。无信息确认其父母或他本人正式申请放弃他的美国国籍。后来邓质方、刘小元夫妇携子归国。邓小平说：“谁说我的孙子是美国公民？他回到中国，就是中国公民。”1997年，邓小平逝世，邓卓棣参加了在人民大会堂举行的追悼会。长大之后，邓卓棣从北京景山学校考入北京大学攻读法学。他还继承了祖父邓小平喜爱桥牌的传统，是北京青年桥牌队的队员。其后，邓卓棣来到美国杜克大学法学院留学。在校期间，他用的名字是David Zhuo，采用了祖母卓琳的卓姓，这可能是为避免引人注目。2008年从杜克大学法学院毕业，获得法学硕士学位。后在美国纽约伟凯律师事务所工作。

## 步入政坛
2013年5月2日，邓卓棣被任命为广西壮族自治区百色市平果县副县长，分管发展改革、物价、政府法制、农业农村、扶贫和重大项目等方面工作。2014年1月云南媒体报道他担任中共广西平果县新安镇党委书记，同时兼任“平果县副县长”。平果县当地人士表示，邓卓棣给人的印象是“知识渊博、能力突出，但为人低调、谦虚谨慎、勤奋好学，不接受记者采访”。2016年3月，媒体报道他任中共广西平果县委副书记、新安镇党委书记 。

## 离开政坛
2016年7月20日，香港媒体报道邓卓棣在广西平果县的换届中，不再担任县委副书记。2017年3月，媒体报道他活跃于北京的桥牌赛场。2024年4月，媒体报道他於中国中信集团子公司----中信財務有限公司擔任監事。

## 家庭
- 祖父：邓小平
- 父：邓质方
- 母：刘小元

## 备注
1. ↑  邓卓棣出生时，依照美国的屬地主義国籍法拥有美国国籍。依照中国的属人主义国籍法，拥有中华人民共和国国籍，同时，中华人民共和国不承认双重国籍。这是常见的中国公民在国外生子所产生的国籍冲突。